# Jared Borgetti
Jared Borgetti (14 d'agost de 1973) és un exfutbolista mexicà.

## Selecció de Mèxic
Va formar part de l'equip mexicà a la Copa del Món de 2002.